# Tyrannosauroidea
A Tyrannosauroidea (jelentése 'zsarnokgyíkalakúak') a coelurosaurus theropoda dinoszauruszok öregcsaládja (vagy kládja), melybe beletartozik a Tyrannosauridae család és több bazális rokona. A tyrannosauroideák a laurázsiai szuperkontinensen éltek a jura időszak kezdetétől a kréta időszak végéig, mikorra az északi félgömb domináns nagy testű húsevőivé váltak. A tyrannosauroideák fosszíliái a mai Észak-Amerika, Európa és Ázsia területén egyaránt megtalálhatók, legismertebb képviselőjük az óriás Tyrannosaurus.
A tyrannosauroideák a legtöbb theropodához hasonlóan két lábon járó húsevők voltak és számos csontszerkezeti jellegzetességük (szünapomorfiájuk) volt, például a koponyán és a medencén. Megjelenésükkor még kis termetű, hosszú, háromujjú mellső lábakkal rendelkező ragadozók voltak. A késő kréta idejére egyes nemek sokkal nagyobbá váltak, közéjük tartoztak a leghosszabb szárazföldi ragadozók, melyek valaha éltek a Földön, de e késői nemek többségének aránylag kis, kétujjú mellső lábai voltak. Egy Kínából előkerült korai tyrannosauroidea, a Dilong maradványain kezdetleges tollak nyomait fedezték fel, és a feltételezések szerint más tyrannosauroideáknak is hasonló kültakarójuk lehetett. Sok tyrannosauroidea koponyáján feltűnő, különböző méretű és formájú csontos kinövések helyezkedtek el, melyek feltehetően a párkeresés közbeni pózolásra szolgáltak.

## Anatómia
A tyrannosauroideák változó méretűek voltak, de általánosan jellemző rájuk, hogy idővel egyre nagyobbakká váltak. Korai képviselőik még olyan kis termetű állatok voltak, mint például a felnőtt korára 1,6 méteresre megnőtt Dilong vagy a 3 méteres hosszúságot elérő Guanlong. Egy kifejletlen Eotyrannus testhossza már meghaladta a 4 métert, egy növendék Appalachiosaurus pedig körülbelül 6 méter hosszú volt, ami azt jelzi, hogy mindkét nem ennél nagyobb méretet is elérhetett. A késő kréta időszaki tyrannosauridák között megtalálható a 9 méteres Albertosaurus és Gorgosaurus, valamint a több mint 12 méteres Tyrannosaurus, melyek tömege elérte a 6400 kilogrammot.

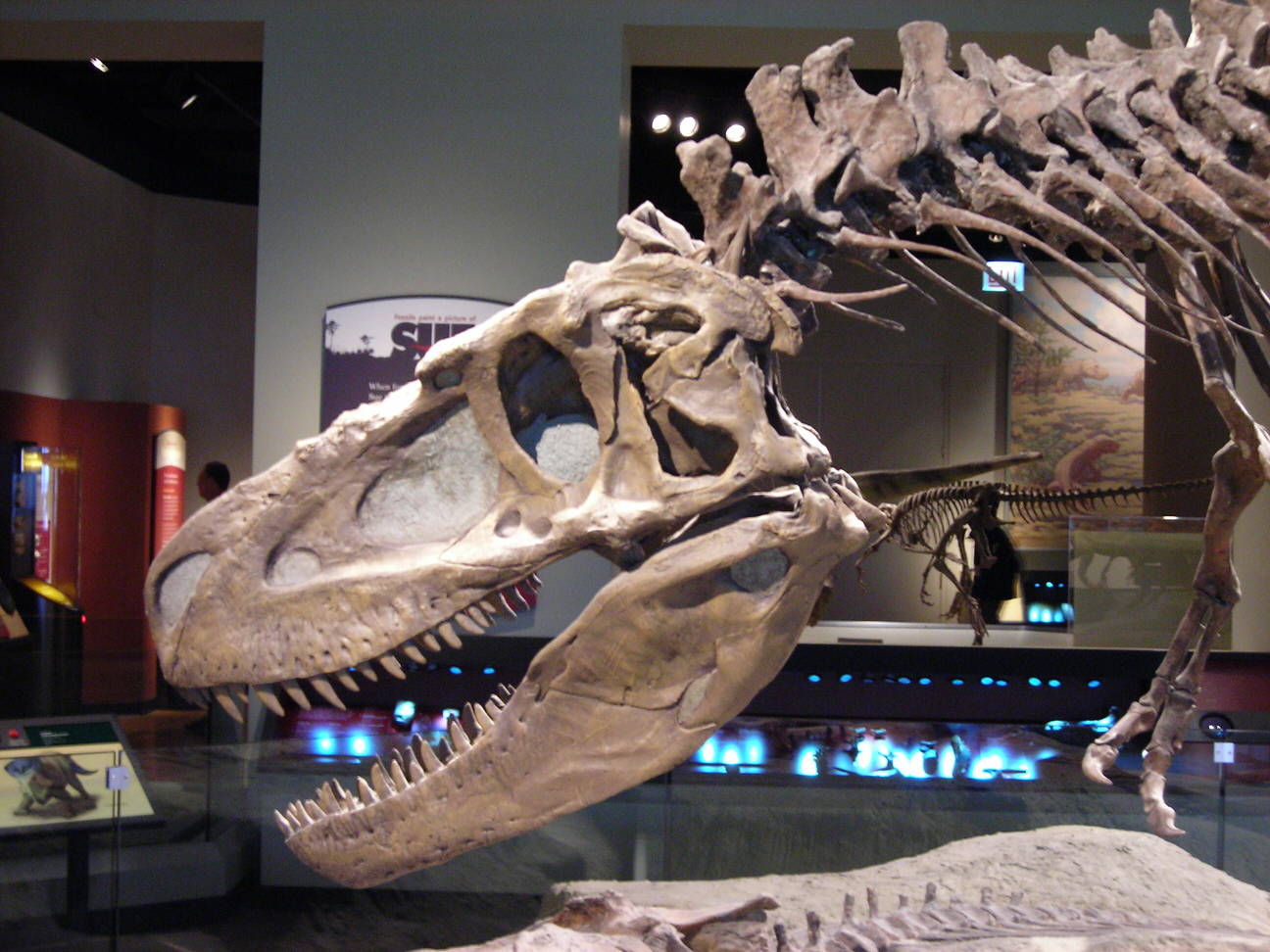
A Daspletosaurus nyaka és koponyája chicagói Field Természetrajzi Múzeumban (Field Museum of Natural History)

A korai tyrannosauroideák koponyája a coleurosaurusokéhoz hasonlóan hosszú, alacsony és könnyű felépítésű volt, míg a későbbieké magasabbá és masszívabbá vált. A formai különbség ellenére bizonyos koponyajellemzők megtalálhatók minden ismert tyrannosauroideánál. A premaxilláris csont nagyon magas, tompává téve a pofa elülső részét. Ez a jellegzetesség az abelisauridákkal kapcsolatos konvergens evolúcióra utal. Az orrcsontok jellegzetesen egybeforrtak, kissé felfelé irányulnak, a felső felületük felszíne gyakran nagyon durva. Az állcsont felső részén levő premaxilláris fogak alakja eltér a többitől, méretük kisebb és a keresztmetszetük D alakú. A bazális Guanlongot kivéve az állkapocs supranguláris csontján egy feltűnő redő található, ami kétoldalt, közvetlenül az állkapocsízület alatt megnagyobbodik.
A tyrannosauroideák nyaka S alakú, farkuk hosszú, mint sok más theropodáé. Korai nemeik mellső lába hosszú, a Guanlong esetében nagyjából 60%-a a hátsó láb hosszának, és a coelurosaurusokra jellemzően három működő ujj található rajta. A hosszú mellső végtag jellemző a kora kréta időszakban élt Eotyrannusra, az Appalachiosaurus esetében azonban ismeretlen. A fejlett tyrannosauridák mellső lábai kisebbé váltak, a legszélsőségesebb példa a Mongóliában talált Tarbosaurus, melynek felkarcsontja, már csak a combcsont hosszának negyedét éri el. Emellett a mellső láb harmadik ujja is egyre kisebb lett. Ez az ujj változatlan maradt a bazális Guanlongnál, de a Dilong esetében a másik kettőnél jóval gyengébbé vált. Az Eotyrannusnak még mindhárom ujja használható volt, a tyrannosauridáknak azonban csak két ujja maradt, habár egy elcsökevényesedett maradvány látható némelyik egyednél. A legtöbb coelurosaurusnál, amelynél a mellső láb harmadik ujja eltűnt, a második ujj lett a legnagyobb.
A tyrannosauroideák jellemző tulajdonságai közé tartozik a csípőcsont elülső részének felső végén levő konkáv bemetszés, az éles körvonalú függőleges redő a csípő külső felületén, ami az ízvápától (acetabulum) (a csípő foglalattól) felfelé kiszélesedik, valamint egy óriási „csizma” a szeméremcsont végén, aminek a hossza nagyobb, mint a szeméremcsont fele. Ezek a jellemzők valamennyi ismert tyrannosauroideánál megtalálhatók, beleértve a csoport olyan bazális tagjait is, mint a Guanlong és a Dilong. Az Aviatyrannisnak vagy Stokesosaurusnak a szeméremcsontja nem ismert, de a csípője tyrannosauroidea jellegzetességeket mutat. A tyrannosauroideák hátsó lába a legtöbb theropodáéhoz hasonlóan négyujjú, azonban az első lábujj (a hallux) nem érintkezett a talajjal. A hátsó láb a testmérethez viszonyítva hosszabb, mint a legtöbb theropodáé, és a gyors, futó állatok arányossági jellemzői figyelhetők meg rajta, mint például a meghosszabbodott sípcsont és lábközépcsontok. Ezek az arányok megmaradtak a felnőtt Tyrannosaurusnál is, annak ellenére, hogy valószínűleg képtelen volt a futásra. A tyrannosauridák harmadik lábközépcsontjának felső vége beékelődik a második és negyedik lábközépcsont közé, egy arctometatarsusnak nevezett struktúrát hozva létre. Az arctometatarsus megtalálható az Appalachiosaurusnál, de nem tisztázott, hogy jelen volt-e az Eotyrannusnál vagy a Dryptosaurusnál is. Ez a képződmény a fejlettebb ornithomimidáknál, troodontidáknál és caenagnathidáknál szintén megtalálható, de nem ismert az olyan bazális tyrannosauroideáknál, mint a Dilong, ami a konvergens evolúció jele.

## Taxonómia és rendszertan
A Tyrannosaurust, ahogy a Tyrannosauridae családot is Henry Fairfield Osborn nevezte el 1905-ben. A név az ógörög τυραννος/türannosz ('zsarnok') és a σαυρος/szaürosz ('gyík') szavak összetételéből származik. A Tyrannosauroidea öregcsaládnevet először egy brit őslénykutató, Alick Walker publikálta egy újságcikkben, 1964-ben. Az -oidea utótag, melyet gyakran használnak az állatok öregcsaládjainál, a görög ειδος/eidosz ('forma') szóból ered.
A tudósok általánosan elismerik a Tyrannosauroidea öregcsaládot, melybe a tyrannosauridák és közvetlen leszármazottaik is beletartoznak. A filogenetikus rendszertan gerinces őslénytanban való megjelenésével azonban a kládot több definícióval látták el. Paul Sereno volt az első, aki 1998-ban ág-alapú taxonként definiálta a Tyrannosauroideát, belefoglalva az összes olyan fajt, amely újabb keletű közös őssel rendelkezik a Tyrannosaurus rex fejlődési vonalán, mint a neornithes madarakén. Hogy a család még zártkörűbbé váljon, Thomas Holtz 2004-ben úgy változtatta meg a definíciót, hogy csak azok a nemek tartozzanak bele, amelyek közelebb állnak a Tyrannosaurus rexhez, mint az Ornithomimus veloxhoz, a Deinonychus antirrhopushoz vagy az Allosaurus fragilishoz. 2005-ben Sereno egy új definíciót jelentetett meg, kizárva az Ornithomimus edmontonicust, a Velociraptor mongoliensist és a Troodon formosust.

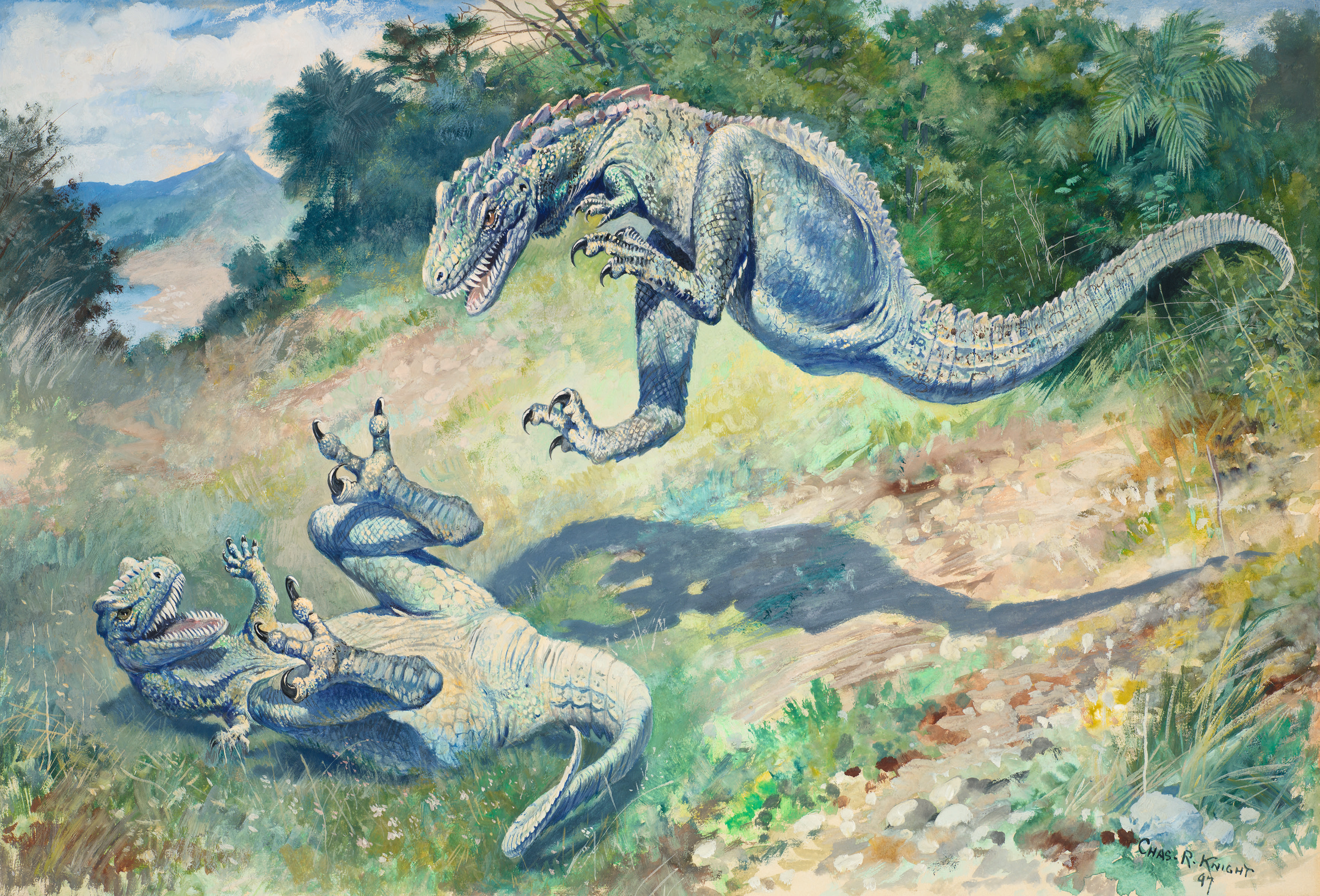
Charles R. Knight 1897-ben készült képe a két harcoló Laelapsról (mai nevén Dryptosaurus). Ez a bazális tyrannosauroidea Észak-Amerika keleti részéről ismert, ahol hosszú ideig fennmaradt

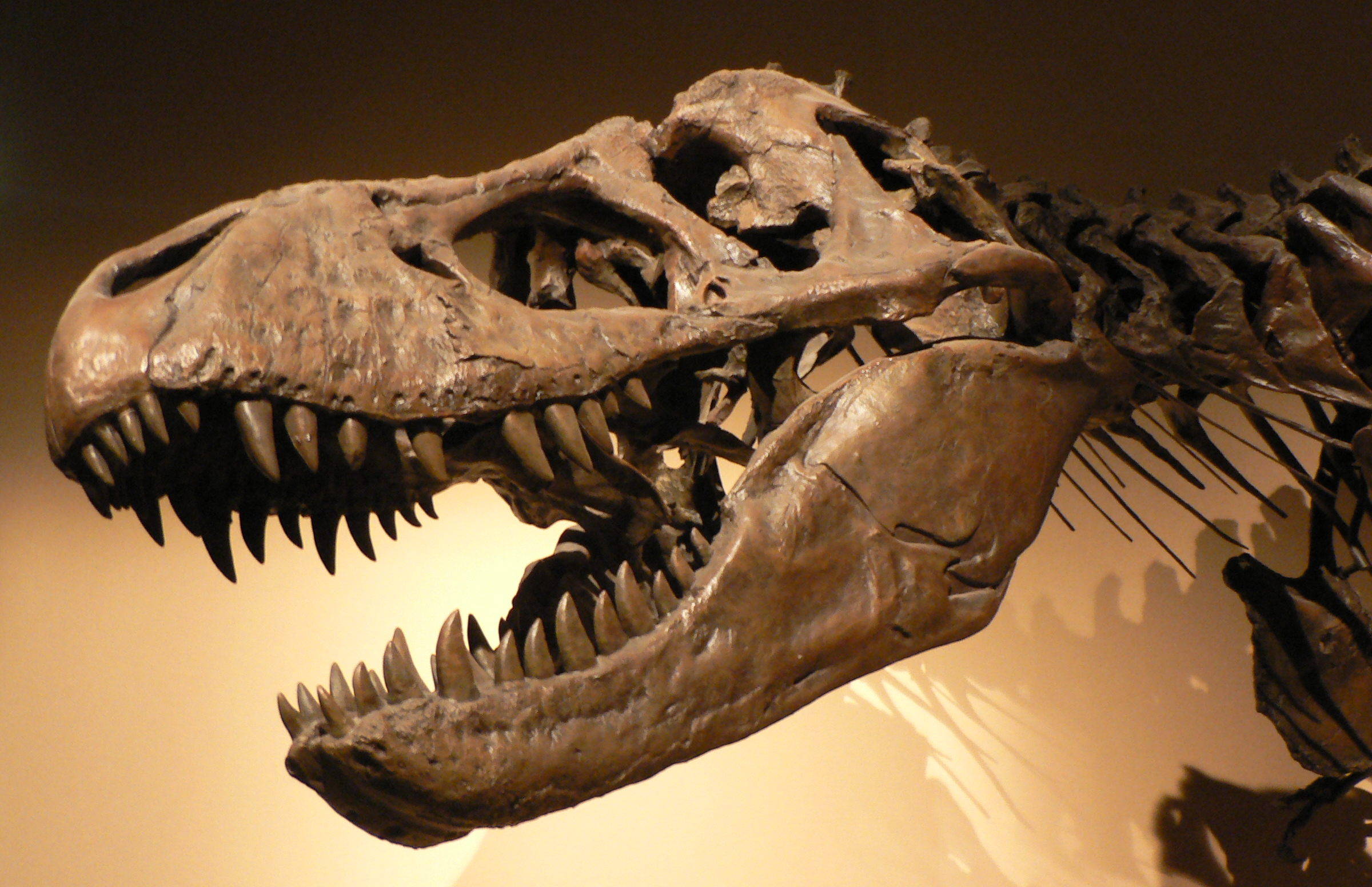
A legutolsó és egyben legnagyobb tyrannosauroidea, a Tyrannosaurus rex

### Osztályozás
Tyrannosauroidea öregcsalád
- ?Iliosuchus (középső jura, Anglia)
- Aviatyrannis (késő jura, Portugália)
- Guanlong (késő jura, Nyugat-Kína)
- Stokesosaurus (késő jura, Észak-Amerika nyugati része)
- Dilong (kora kréta, Kelet-Kína)
- ?Bagaraatan (késő kréta, Mongólia)
- Dryptosaurus (késő kréta, Észak-Amerika keleti része)
- Eotyrannus (kora kréta, Anglia)
- Alectrosaurus (késő kréta, Mongólia)
- Appalachiosaurus (késő kréta, Észak-Amerika keleti része)
- ?Labocania (késő kréta, Nyugat-Mexikó)
- Tyrannosauridae család
  - Albertosaurus (késő kréta, Észak-Amerika nyugati része)
  -  ?Alioramus (késő kréta, Mongólia)
  - Daspletosaurus (késő kréta, Észak-Amerika nyugati része)
  - Gorgosaurus (késő kréta, Észak-Amerika nyugati része)
  - Tarbosaurus (késő kréta, Mongólia)
  - Tyrannosaurus (késő kréta, Észak-Amerika nyugati része)

### Törzsfejlődés
Bár az őslénykutatók régóta ismerik a Tyrannosauridae családot, annak ősei sok vita tárgyát képezik. A 19. század nagy részében a tyrannosauridákat általában a nagy méretű theropodák többségét tartalmazó Carnosauria csoport tagjai közé sorolták be. A csoporton belül az allosauridákat gyakran a tyrannosauridák őseinek gondolták. Az 1990-es évek elején a kladisztikus elemzés eredményeként a tyrannosauridákat egy 1920-as évekből származó elképzelésnek megfelelően a coelurosaurusok közé helyezték át. A tyrannosauridákat jelenleg egyetemesen nagy méretű coelurosaurusoknak tekintik.
1994-ben Holtz az Arctometatarsalia nevű coelurosaurus kládban helyezte el a tyrannosauroideákat, az elmisauridákat, az ornithomimosaurusokat valamint a troodontidákat, a boka struktúrájukra hivatkozva, ugyanis a második és a negyedik lábközépcsont összeér a lábtő közelében, elölnézetből eltakarva a harmadik lábközépcsontot (egy arctometatarsalia nevű struktúrát képezve). A Dilonghoz hasonló bazális tyrannosauroideák azonban nem arctometatarzális sarokkal rendelkeznek, ami konvergens evolúcióra utal. Az Arctometatarsalia kládot elvetették és a legtöbb őslénykutató már nem használja a tyrannosauroideákkal kapcsolatban, melyeket rendszerint bazális, a Maniraptoriformestől elkülönülő coelurosaurusoknak tekintenek. Egy újabb elemzés szerint a Coeluridae család, beleértve a késő jura időszaki észak-amerikai Coelurus és Tanycolagreus nemeket is, a Tyrannosauroidea testvércsoportja.
A legbazálisabb, teljes csontváz alapján ismertté vált tyrannosauroidea a Guanlong. Más taxáknak, például a Stokesosaurusnak és az Aviatyrannisnak csupán töredékes maradványai kerültek elő. Az alaposabban ismert Dilong kissé fejlettebbnek tűnik a Guanlongnál és a Stokesosaurusnál. A Dryptosaurus nemről, melynek osztályozása hosszú ideig problémát okozott, az újabb elemzések megállapították, hogy bazális tyrannosauroidea, és kissé távolabbi rokonságban áll a Tyrannosauridae családdal, mint az Eotyrannus és az Appalachiosaurus. A Mongóliában talált Alectrosaurus egy kevésbé ismert, de egyértelműen tyrannosaurida nem, bár a pontos rokoni kapcsolatai tisztázatlanok. A további taxákat a különböző szerzők lehetséges tyrannosauroideának tartják, beleértve a Bagaraatant, a Labocaniát és a „C.” maortuensis nevű fajt, amit tévesen a Chilantaisaurus nemhez soroltak be. A Thaiföld kora kréta időszaki rétegéből előkerült Siamotyrannust eredetileg korai tyrannosauridaként írták le, de később megállapítást nyert, hogy egy carnosaurus. Az Iliosuchus csípőjén egy függőleges redő található, ami a tyrannosauroideákéra emlékeztet, és elképzelhető, hogy ez a nem tényleg a öregcsalád korai tagjai közé tartozik, de ennek eldöntéséhez nem áll rendelkezésre elegendő fosszilis anyag.

## Elterjedési terület
A legkorábbi ismert tyrannosauroideák a kora jura időszakból származó északnyugat-kínai Guanlong, az Egyesült Államok nyugati részéről előkerült Stokesosaurus, és az Aviatyrannis, melyre Portugáliában találtak rá. Némelyik Stokesosaurus fosszília talán az Aviatyrannishoz tartozik, mivel ebben az időben nagy hasonlóság volt Portugália és Észak-Amerika dinoszaurusz faunája között. Ha a középső jurából Angliából származó Iliosuchus tyrannosauroidea volt, akkor lehet, hogy a csoport egyik legkorábbi ismert képviselője, és egyben felveti annak lehetőségét, hogy az öregcsalád Európából származik.

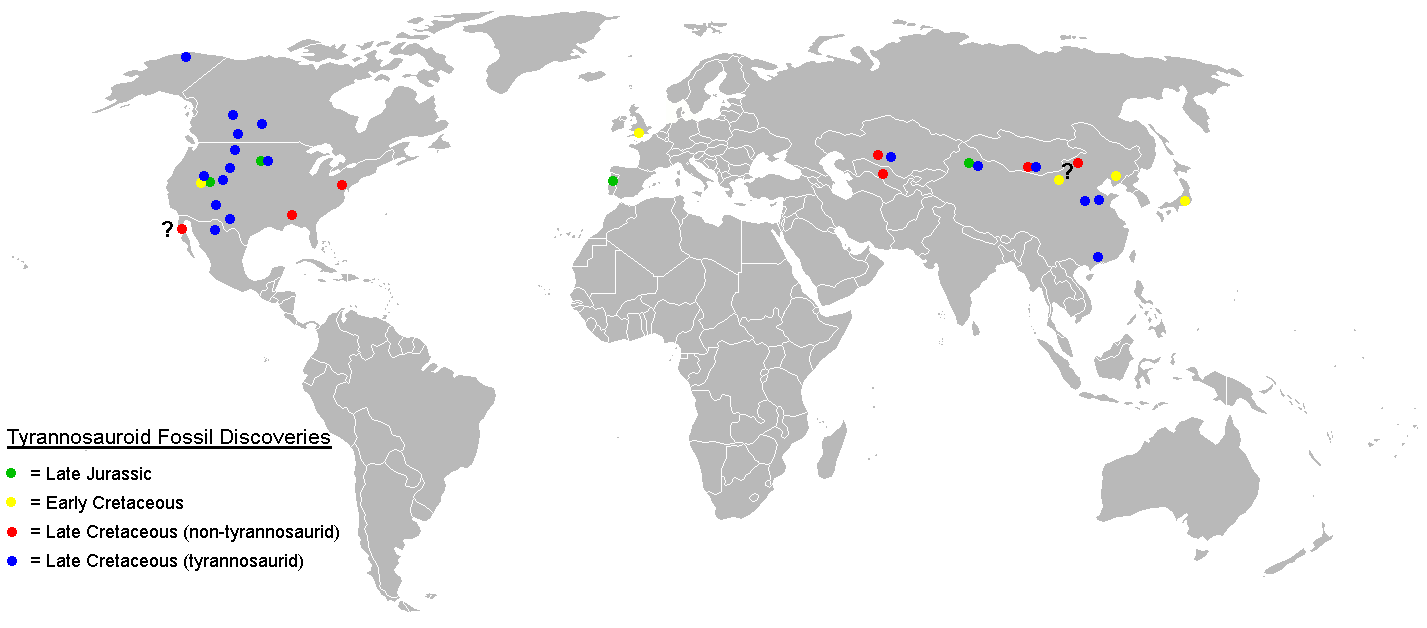
Tyrannosauroidea fosszíliákat csak az északi kontinenseken fedeztek fel. A késő kréta időszaki tyrannosauroideák csak Észak-Amerikából és Ázsiából kerültek elő. (A zöld, sárga és piros pontok a tyrannosauroideák késő jura, kora kréta és késő kréta időszaki lelőhelyei; a késő kréta időszaki tyrannosauridák lelőhelyeit a kék pontok jelzik.)

A kora kréta időszak tyrannosauroideáit mindhárom északi kontinensen megtalálták. Ebből a korból csak két nem vált ismertté, az angliai Eotyrannus és az északkelet-kínai Dilong, ám a kora kréta tyrannosauroideáinak premaxilláris fogai a Utah állambeli Cedar Mountain Formációból és a japán Tetori Csoportból is ismertté váltak. A „Chilantaisaurus” maortuensist, melyre a belső-mongóliai Dashuigou Formációban bukkantak rá, Kínában néha kora kréta időszaki tyrannosauroideának tekintik.
A kréta időszak közepétől kezdődően Európából már nem kerültek elő újabb tyrannosauroidea maradványok, ami azt jelzi, hogy addigra a csoport ezen a kontinensen már kihalt. A tyrannosauroideák fogaira és feltételezett testfosszíliáira az észak-amerikai Dakota Formáció, valamint Kazahsztán, Tádzsikisztán és Üzbegisztán középső kréta időszaki rétegeiben is rátaláltak. Az első egyértelmű tyrannosaurida maradványok Észak-Amerika és Ázsia késő kréta időszaki rétegeinek campaniai korszakából származnak. Két alcsaládjukat ismerték fel. Az albertosaurinák csak Észak-Amerikából ismertek, míg a tyrannosaurinák maradványai mindkét kontinensen fellelhetők. Alaszkában szintén vannak tyrannosaurida lelőhelyek, ugyanis a két kontinenst földhídként összekötő terület lehetővé tette az elterjedésüket. A nem tyrannosaurida tyrannosauroideák, mint az Alectrosaurus és talán a Bagaraatan is az ázsiai tyrannosauridák kortársaiként éltek, de Észak-Amerika nyugati részén nem voltak jelen. A kréta időszakban Észak-Amerika keleti és nyugati felét a Nyugati Belső Víziút ketté választotta. A tyrannosauridák hiánya a kontinens keleti felén arra utal, hogy a család már a beltenger megjelenése után fejlődött ki, lehetővé téve, hogy az olyan bazális tyrannosauridák, mint a Dryptosaurus és az Appalachiosaurus reliktum fajként fennmaradjanak a keleti területen az időszak végéig.

## Ősbiológia

### Tollak
A kínai Yixian (Jihszien) Formáció és több liaoningi formáció kora kréta időszaki rétegeiből a coelurosaurus csontvázak maradványaival együtt hosszú fehérjerostok is előkerültek. Ezeket a rostokat rendszerint „prototollakként” azonosítják, mivel hasonlítanak azokra a szárral rendelkező tollakra, amiket a madarak és a tollas dinoszauruszok maradványai között találtak, azonban léteznek más elméletek is a mibenlétüket illetően. A Dilongot, melynek csontvázáról 2004-ben készült leírás, a prototollakkal rendelkező tyrannosauroideák első példájaként tartják számon. A Dilong modern madarak pehelytollaihoz hasonló prototollainak már volt száruk, de nem voltak fedő- vagy kontúrtollak, így feltehetően csak hőszigetelésre szolgáltak.
A prototollak jelenléte a bazális tyrannosauroideáknál nem meglepő, mióta ismertté vált, hogy ez a tulajdonság a coelurosaurusok jellegzetességei közé tartozott; az olyan bazális nemek, mint a Sinosauropteryx ugyanúgy rendelkeztek vele, mint a fejlettebb csoportok. A nagy tyrannosauridák ritka fosszilizálódott bőrlenyomatai azonban tollatlanok, inkább pikkelyek jelenlétére utalnak. Lehetséges, hogy azok a részek, amelyeken a prototollak voltak nem őrződtek meg a lenyomatokban. Az is elképzelhető, hogy a nagy méretű tyrannosauridáknál a prototollak másodlagosan elvesztek, ahhoz hasonlóan, ahogy az az elefánt és más nagy testű emlősök szőrzete esetében történt, ugyanis a testfelület-tömeg arány lecsökkenti a hőátadást, szükségtelen mértékben megnövelve a bunda hőszigetelését.

### Fejdíszek

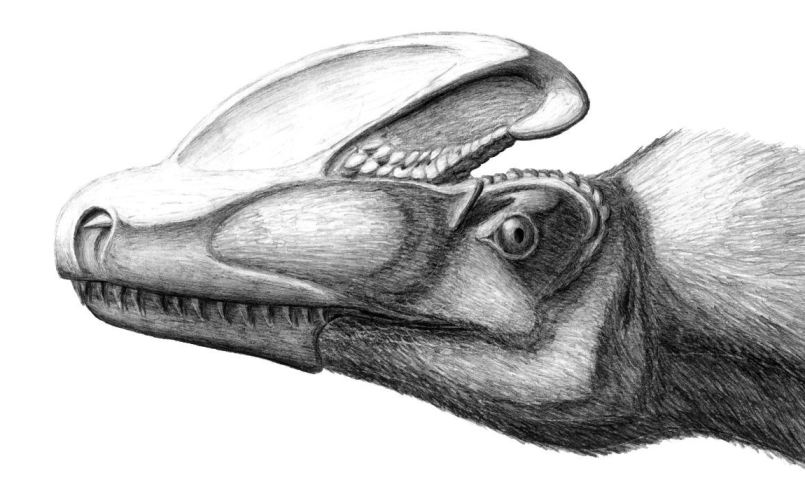
A bazális kínai tyrannosauroidea, a Guanlong fejdísze

Sok theropoda, köztük számos tyrannosauroidea koponyáján csontos fejdíszeket találtak. A legbonyolultabbal a Guanlong rendelkezik, melynek orrcsontjai egy nagy méretű kiemelkedést tartanak, ami a koponya középvonalán az orrtól a szemekig fut végig. A kiemelkedésen számos nagy nyílás (foramen) található a tömeg csökkentése céljából. A kevésbé látványos fejdíszű Dilongnál a koponya két oldalán egy-egy alacsony redő található, amiket az orr- és a könnycsontok tartanak. Ez a két kiemelkedés befelé görbül és az orrcimpák mögött találkozik, egy Y alakú fejdíszt alkotva. A tyrannosauridák összeforrt orrcsontjainak felszíne gyakran nagyon durva. A Mongóliából előkerült feltételezett tyrannosaurida, az Alioramus az orrcsontjain öt, egy sorban elhelyezkedő csontkinövést viselt; ahhoz hasonlókat, amik az Appalachiosaurus, a Daspletosaurus, az Albertosaurus és a Tarbosaurus egyes példányain is megtalálhatók. Az Albertosaurus, a Gorgosaurus és a Daspletosaurus szarvakat viseltek a könnycsontjaikon, a szemeik közelében. A könnycsonti szarv hiányzik a Tarbosaurusnál és a Tyrannosaurusnál, melyeknél ehelyett egy félhold alakú fejdísz helyezkedett el a szemek mögött, a posztorbitális csonton.
Ezeknek a fejékeknek talán a párkeresésnél való pózolásban vagy az egyes példányok azonosításában volt szerepük. A Guanlong esetében például a hátrány-elv (handicap) lehetett érvényben, mivel a nagy és érzékeny fejdísz valószínűleg nem járt előnnyel a vadászat során a feltehetően aktív ragadozó életmódot folytató állat számára. Ha egy egyed egészséges és sikeres vadász volt a törékeny csontdíszek ellenére, akkor az a kisebb díszűeket felülmúló kiváló tulajdonságait jelezhette. A Guanlong fejéke talán a nemi szelekció eszközeként fejlődött ki, hasonló szerepet töltve be, mint a ma élő pávák nehezen kezelhető farka vagy az óriásszarvas agancsa, az udvarlásnál előnyt, a vadászatnál pedig hátrányt jelentve.

## Fordítás
- Ez a szócikk részben vagy egészben a Tyrannosauroidea című angol Wikipédia-szócikk ezen változatának fordításán alapul.  Az eredeti cikk szerkesztőit annak laptörténete sorolja fel. Ez a jelzés csupán a megfogalmazás eredetét és a szerzői jogokat jelzi, nem szolgál a cikkben szereplő információk forrásmegjelöléseként.